# 戸川安論
戸川 安論（とがわ やすとも、宝暦12年（1762年） - 文政4年3月23日（1821年4月25日））は、江戸時代中期から後期の幕臣（旗本）。知行400石、のち500石。官位は筑前守。通称は内記、のち藤十郎。
医家・曲直瀬正山の次男として生まれる。安永6年（1777年）に戸川安精の養子となり、同年、安精が死去したため跡目相続した。
天明2年（1783年）、御小納戸となり、同年、布衣の着用を許される。享和元年（1801年）、御小納戸頭取。この頃、従五位下に叙され、筑前守を名乗る。享和2年（1802年）2月、新設の蝦夷奉行（同年5月に箱館奉行、文化4年（1807年）に松前奉行に改称）となり、上野国群馬郡内に100石の加増を受け、中島戸川家の家禄は知行500石となる。
文化5年（1808年）4月、文化露寇の責により松前奉行を罷免され、寄合入りおよび差控となる。文化12年（1815年）、広敷御用人として役職に復帰し、文政4年（1821年）、在任中に死去した。目黒・最上寺に墓所がある。
跡目は子の安清が継いだ。

## 系譜
- 父：曲直瀬正山
- 母：井上俊良の娘
- 養父：戸川安精
- 妻：橘元周の娘
- 後妻：小野則武の娘
  - 男子：戸川安清